# Bowfinger
Bowfinger er en amerikansk komediefilm fra 1999 instrueret af Frank Oz og skrevet af Steve Martin, der også selv spiller med. Desuden medvirker Eddie Murphy, Heather Graham, Robert Downey Jr. og Jamie Kennedy.

## Medvirkende
- Steve Martin
- Eddie Murphy
- Heather Graham
- Terence Stamp
- Jamie Kennedy
- Robert Downey Jr.
- Christine Baranski

## Ekstern henvisning
- Bowfinger på Internet Movie Database (engelsk)
- Bowfinger på Filmdatabasen
- Bowfinger på Scope
- Bowfinger i Svensk Filmdatabas (svensk)
- Bowfinger på AlloCiné (fransk)
- Bowfinger på MovieMeter (nederlandsk)
- Bowfinger på AllMovie (engelsk)
- Bowfinger hos American Film Institute (engelsk)
- Bowfinger på Turner Classic Movies (engelsk)
- Bowfinger på The Movie Database (engelsk)